# Pluisdraadmos
Pluisdraadmos (Amblystegium) is een geslacht uit de pluisdraadmosfamilie (Amblystegiaceae).

## Soorten in Nederland
In Nederland komen vijf soorten uit het geslacht voor.
- rivierpluisdraadmos (Amblystegium fluviatile)
- kleipluisdraadmos (Amblystegium humile)
- gewoon pluisdraadmos (Amblystegium serpens)
- waterpluisdraadmos (Amblystegium tenax)
- oeverpluisdraadmos (Amblystegium varium)